# Adlan Akiev
Adlan Dzhunidovich Akiev (in russo Адлан Джунидович Акиев?; Cecenia, 30 marzo 1993) è un lottatore russo, specializzato nella lotta greco-romana.

## Biografia
Si è aggiudicato la medaglia di bronzo agli europei di Novi Sad 2017, dove è stato eliminato dal tabellone principale dal georgiano Zurab Datunashvili, dopo che aveva eiliminato il serbo Petar Balo agli ottavi e il croato Božo Starčević ai quarti. Ha infine battuto il bulgaro Daniel Aleksandrov nella finale per il terzo posto.
Ai mondiali di Nur-Sultan 2019 si è classificato settimo nel torneo degli 82 chilogrammi, eliminato dall'iraniano Saeid Abdevali ai quarti.
Agli europei di Varsavia 2021 si è laureato campione continentale, battendo in finale il bielorusso Radzik Kulijeŭ nel torneo degli 82 chilogrammi.
Ha rappresentato la Federazione russa di lotta ai mondiali di Oslo 2021, dove ha ottenuto il bronzo.

## Palmarès
| Anno                                               | Manifestazione | Sede       | Evento | Risultato | Note |
| -------------------------------------------------- | -------------- | ---------- | ------ | --------- | ---- |
| In rappresentanza della Russia                     |                |            |        |           |      |
| 2013                                               | Europei junior | Skopje     | 74 kg  | Argento   |      |
| 2015                                               | Europei U23    | Wałbrzych  | 80 kg  | 10º       |      |
| 2017                                               | Europei        | Novi Sad   | 80 kg  | Bronzo    |      |
| 2019                                               | Mondiali       | Nur-Sultan | 82 kg  | 7º        |      |
| 2021                                               | Europei        | Varsavia   | 82 kg  | Oro       |      |
| In rappresentanza della Federazione russa di lotta |                |            |        |           |      |
| 2021                                               | Mondiali       | Oslo       | 82 kg  | Bronzo    |      |